# 奇爾沙治號航空母艦
奇爾沙治號航空母艦（USS Kearsarge CV-33）是一艘隸屬於美國海軍的航空母艦，為艾塞克斯級航空母艦的十六號艦，在非官方上亦是長艦體艾塞克斯級的六號艦。她是美軍第三艘以奇爾沙治為名的軍艦，以紀念南北戰爭中的一艘同名單桅縱帆船。
奇爾沙治號在1944年開始建造，並在1945年下水，但要到1946年才加入海軍服役，錯過第二次世界大戰。戰後奇爾沙治號在大西洋執勤，並在韓戰爆發前夕進行SCB-27A現代化改建。改建完成後奇爾沙治號短暫參與了韓戰戰鬥，並在期間重編為攻擊航母（CVA-33）。韓戰後奇爾沙治號留在太平洋服役，在1956年作SCB-125改建，增設斜角飛行甲板，並在1958年重編為反潛航母，舷號改為CVS-33。稍後奇爾沙治號兩次回收水星計劃的指揮艙，又在越戰期間在西太平洋作反潛巡航。
奇爾沙治號在1970年退役，於1973年除籍，最終在1974年出售拆解。

## 建造與早年服役
奇爾沙治號在1944年3月1日於紐約布魯克林造船廠開始建造，並在1945年5月4日下水。此時太平洋戰爭尚未結束，但美軍已擁有多艘航空母艦，故此奇爾沙治號一直未有加入現役，直到1946年3月2日才正式服役。其時大戰早已結束。
服役後奇爾沙治號留在近岸試航訓練，並將母港設於諾福克海軍基地。1947年6月7日，奇爾沙治號搭載美國海軍學院學員，前往北大西洋，並沿途考核。稍後奇爾沙治號途經英國，在8月11日返抵諾福克，並持續在近岸訓練演習。
1948年6月1日，奇爾沙治號離開諾福克，前往地中海。其時第一次中東戰爭仍在戰鬥之中，奇爾沙治號到以色列外海警備，在10月2日返抵諾福克。此後奇爾沙治號一直留在近岸執勤，並在1949年4月於大西洋考核美國海軍飛行員。
1950年1月27日，奇爾沙治號前往美國西岸，以進行SCB-27A現代化改建，在2月23日抵達布雷默頓普吉灣海軍基地，並進入船塢改建。6月16日，奇爾沙治號退役；但韓戰就在九日後爆發。美國海軍雖缺乏在役航空母艦，但命奇爾沙治號繼續改建。1952年2月15日，奇爾沙治號完成改建，並重返現役，留在近岸試航。接著奇爾沙治號到聖地牙哥搭載軍資，預備前往西太平洋。

## 韓戰
1952年8月11日，奇爾沙治號離開聖地牙哥，前往西太平洋作戰。奇爾沙治號先到珍珠港，並在夏威夷近海作嚴密訓練，然後在9月8日抵達橫須賀。14日奇爾沙治號離開橫須賀，在16日與艦隊會合，同行艦有旗艦好人理查號及普林斯頓號，艾塞克斯號則在稍後加入。艦隊此時主要任務為攻擊北韓重要工業設施，以及切斷北韓各地的運輸網絡，同時攻擊元山市等地的港口。10月1日，奇爾沙治號重編為攻擊航母，舷號改為CVA-33。4日奇爾沙治號一架F4U在元山被米格-15擊落。
10月8日，海軍與空軍轟炸機作聯合攻擊，轟炸高原郡的防空炮陣及鐵路設施。奇爾沙治號派出12架F2H戰機，以掩護空軍的十架B-29轟炸機。接著B-29率先進行高空轟炸，摧毀地面多座防空炮；然後奇爾沙治號、艾塞克斯號及普林斯頓號的轟炸機再作後續進攻。由於地面防空力量在一開始便告摧毀，美軍未有損失任何飛機。9日第七艦隊司令克拉克（Joseph J. Clark）中將命艦隊開始改作切羅基攻擊（Cherokee Strikes）及密接支援；奇爾沙治號、艾塞克斯號及普林斯頓號則在當日空襲了第十軍團（X Corps）迫擊炮射程外的步兵及補給設施。18日奇爾沙治號前往橫須賀休整，在20日抵達。
10月28日，奇爾沙治號與奧里斯卡尼號離開橫須賀，在31日與艦隊會合。艦隊此時逐步增加切羅基攻擊數量。11月18日，奇爾沙治號與艾塞克斯號派飛機攻擊會寧市；同日奧里斯卡尼號的三架F9F，在艦隊45英里（72）外遭遇七架蘇聯的米格-15，並與之交火，擊落三架。22日奇爾沙治號再與艾塞克斯號作聯合攻擊，空襲金化（Kumwha，上甘嶺戰役一部分），摧毀數支陸軍迫擊炮射程外的火炮。12月4日奇爾沙治號離開艦隊，在6日抵達橫須賀休假。
12月16日，奇爾沙治號再次離開日本，在18日與艦隊會合，並代替返國的好人理查號，擔任旗艦。艦隊照舊作切羅基攻擊，並繼續空襲元山等地。1953年1月2日，福治谷號加入艦隊；而奇爾沙治號則在4日前往佐世保，於5日抵達。當日下午奇爾沙治號前往香港休假，在8日抵達。
1953年1月16日，奇爾沙治號離開香港，直接前往會合艦隊。20日奇爾沙治號與艦隊會合，同行艦有奧里斯卡尼號及福治谷號。由於地面戰鬥開始加劇，奇爾沙治號等開始加強對地密接支援，但仍舊攻擊元山、城津及清津等地。奇爾沙治號一直執勤至2月22日，在25日進入橫須賀海軍船廠稍作維修，並預備返國。28日奇爾沙治號啟程返國，並途經珍珠港，於3月17日返抵聖地牙哥。

## 太平洋艦隊

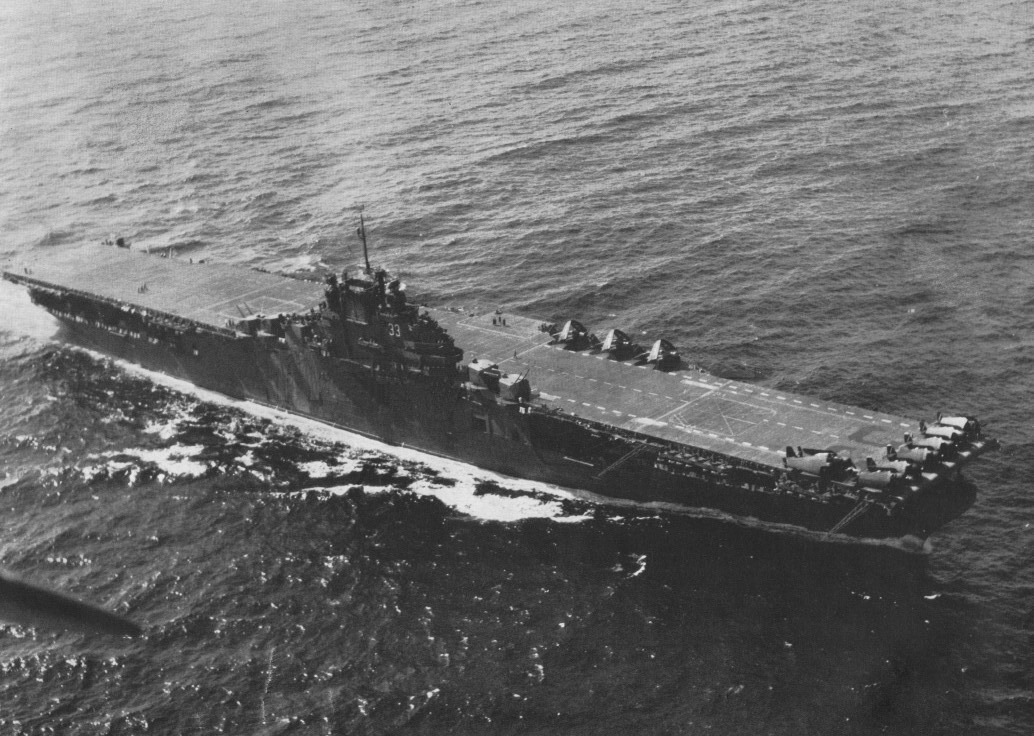
1947年，奇爾沙治號正在大西洋航行。

返國後奇爾沙治號留在近岸訓練。7月1日，奇爾沙治號再次前往西太平洋作戰，但在航行期間，朝鮮停戰協定於27日簽訂。奇爾沙治號改往日本海及台灣海峽，並斷續與約克鎮號、拳師號及尚普蘭湖號等艦巡航警備，直到1954年1月18日才返抵聖地牙哥。
1954年10月7日，奇爾沙治號再次前往西太平洋。1955年1月，一江山島戰役爆發，中華民國決定撤出大陳島。2月初大陳島撤退開始，奇爾沙治號與艾塞克斯號、約克鎮號、胡蜂號及中途島號等軍艦進入台灣海峽，掩護民國撤退。稍後奇爾沙治號繼續在西太平洋警備，於5月12日返抵聖地牙哥。
1955年10月29日，奇爾沙治號再次前往西太平洋警備，於1956年5月17日返抵聖地牙哥。稍後奇爾沙治號進入船廠，作SCB-125現代化改建。改建在1957年1月完成。
1957年8月9日，奇爾沙治號離開聖地牙哥，再次前往西太平洋，於1958年4月2日返抵美國。

## 反潛航母及太空任務

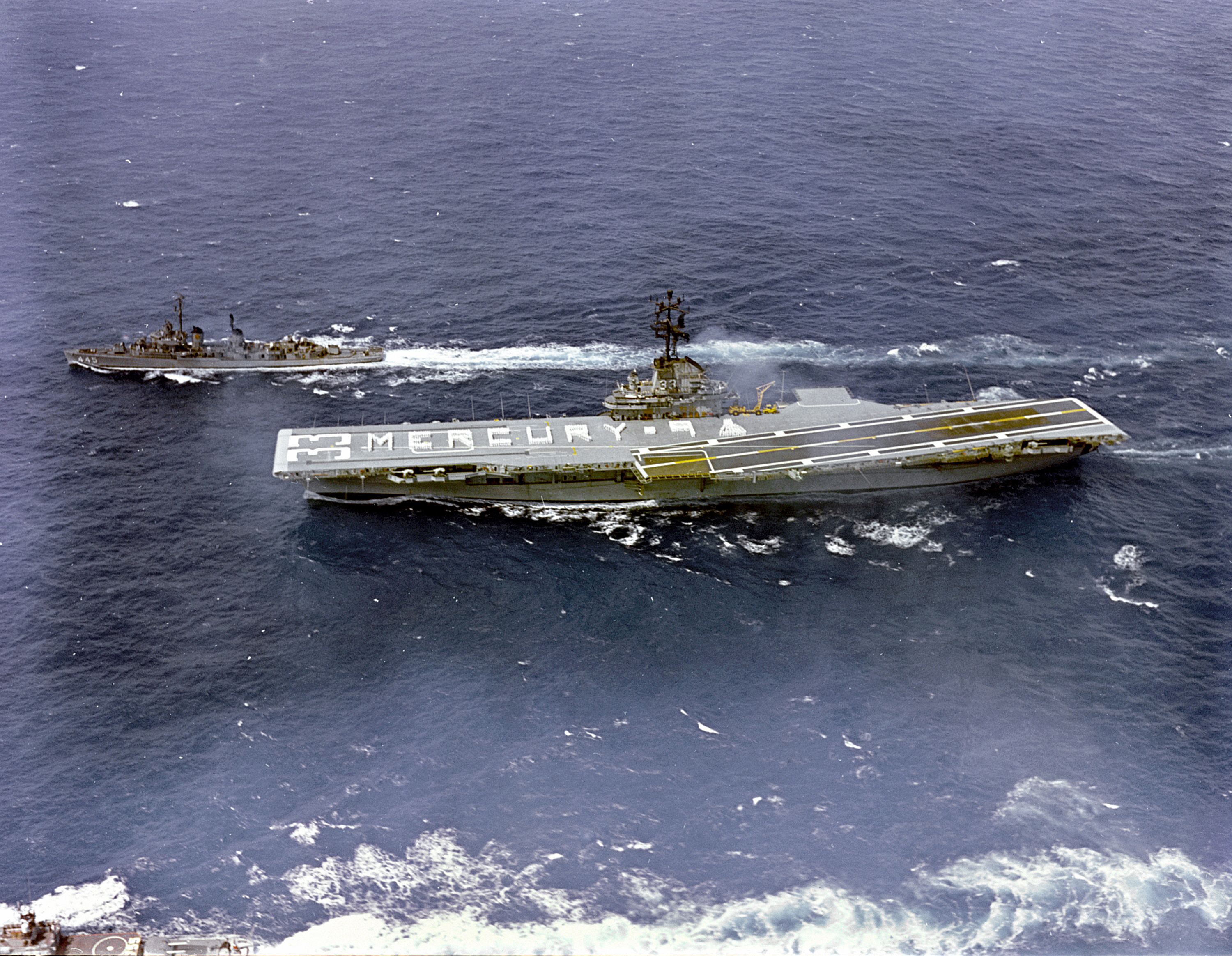
1963年5月15日，奇爾沙治號回收了水星-擎天神9號的太空艙，水兵在甲板排出太空艙字樣。

1958年10月1日，奇爾沙治號重編為反潛航母，舷號改為CVS-33，隨即進入船廠作相應改建。接著奇爾沙治號在近岸作嚴密訓練。1959年9月5日，奇爾沙治號前往西太平洋，作反潛巡航。26日，颱風維娜登陸日本，造成嚴重破壞。奇爾沙治號先前往日本救災，然後前往南中國海，與東南亞公約組織的海軍演習。1960年3月3日，奇爾沙治號啟程返國，在6日於公海遇到一艘失去動力的蘇聯駁船，並救起艦上四名蘇聯士兵；駁船當時已在海上飄浮49日。3月15日奇爾沙治號返抵阿拉米達，而蘇聯船員則在當地乘坐飛機返國。
返國後奇爾沙治號留在近岸活動。10月，美軍在哥倫比亞河河口發現蘇聯潛艇，但當時附近只有奇爾沙治號一艘反潛航母可以調度。雖然奇爾沙治號當時燃油短缺，但仍即時離港追蹤蘇聯潛艇，直到在白令海峽遇上風暴為止。稍後奇爾沙治號返回長灘，並進入船廠維修。
1961年3月3日，奇爾沙治號再次前往西太平洋巡航。其時老撾內戰惡化，奇爾沙治號與其他第七艦隊軍艦到南中國海警備，於9月18日返抵美國。11月1日，奇爾沙治號進入普吉灣海軍船廠，進行現代化改建計畫（Fleet Rehabilitation and Modernization, FRAM II），以延長服役壽命。改建在1962年5月完成。

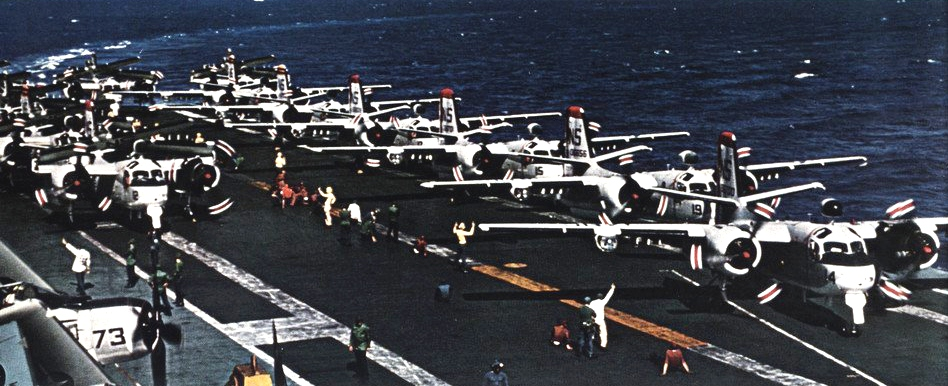
奇爾沙治號改裝為反潛航母後，艦上機隊大多改為使用S-2搜索者巡邏機

1962年8月1日，奇爾沙治號前往中太平洋，預備回收水星計畫的太空艙。10月3日，水星-擎天神8號升空，在環繞地球飛行六圈後，於中途島東北440公里濺落。奇爾沙治號先救起太空人施艾拉，並回收太空艙，然後運回珍珠港。卸載後奇爾沙治號返回長灘。
返國後奇爾沙治號留在近岸訓練，直到1963年4月才再次前往珍珠港，再作太空艙搜救船。5月15日，水星-擎天神9號升空，並在次日於中太平洋濺落，由奇爾沙治號回收。稍後奇爾沙治號返回長灘，並預備再次前往西太平洋巡航。
1963年6月4日，奇爾沙治號離開長灘，往西太平洋。此時越南內戰已愈演愈烈，奇爾沙治號再次前往南中國海警備，於12月3日返抵長灘。返國後奇爾沙治號留在近岸訓練。

## 越戰

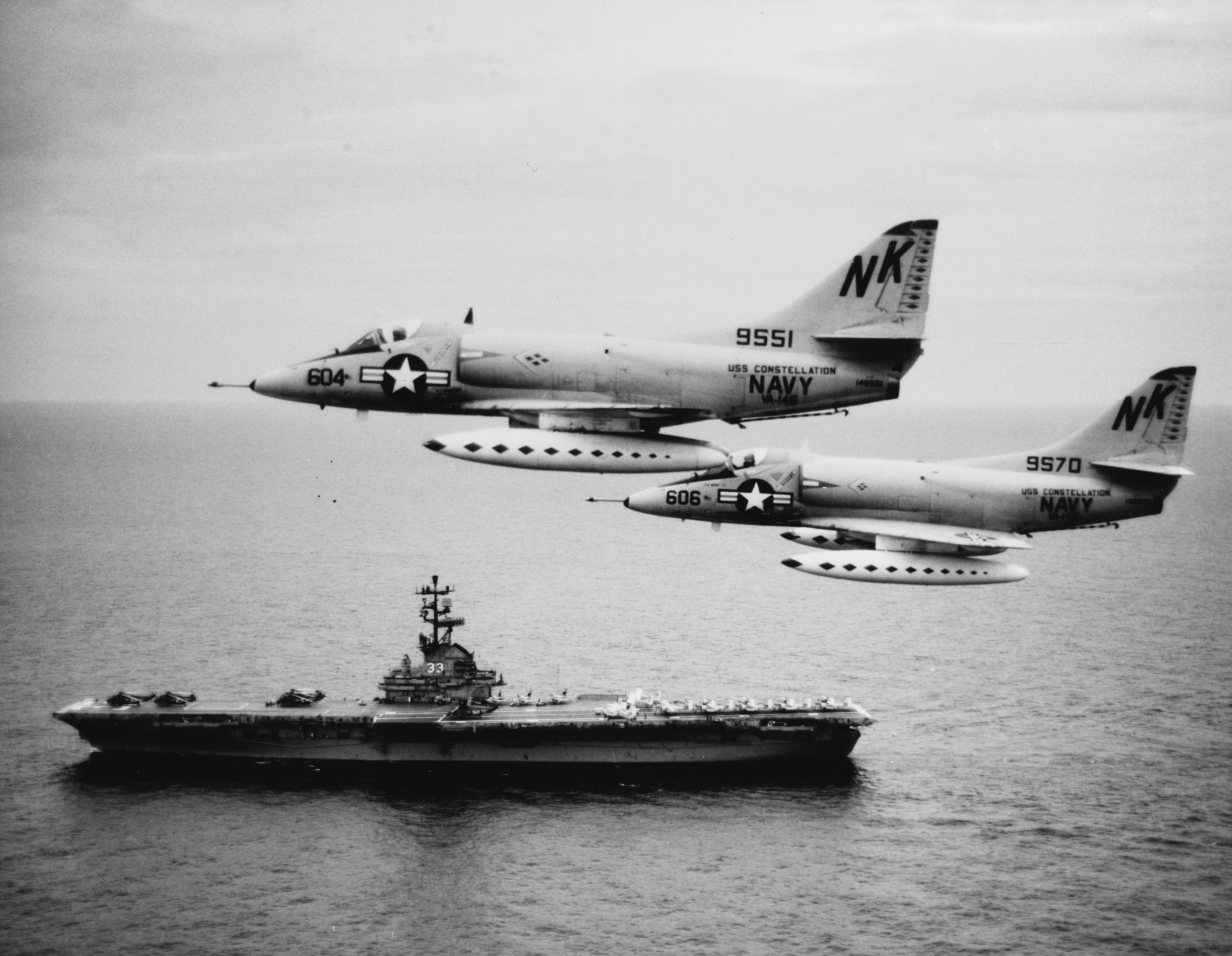
1964年8月12日，奇爾沙治號正在越南外海巡航，兩架星座號的A-4攻擊機飛越而過。不久前北部灣事件發生，美軍開始大規模參與越戰，但奇爾沙治號從未參與攻擊任務。

1964年6月19日，奇爾沙治號再次前往西太平洋，在7月30日抵達橫須賀。8月2日，北部灣事件發生，美國開始全面介入越戰；奇爾沙治號在5日趕往越南外海，並在11日與提康德羅加號及星座號會合。奇爾沙治號一直未有參與攻擊任務，僅為艦隊作反潛戒備，在12月16日返抵長灘。1965年初，奇爾沙治號進入船廠維修。
1966初，奇爾沙治號留在近岸訓練，在6月9日再次前往西太平洋，作反潛巡航。奇爾沙治號先到珍珠港及日本再作訓練，於8月12日開始在越南外海巡航。奇爾沙治號繼續作反潛追蹤，並且派直升機搜救美軍飛行員。執勤期間奇爾沙治號亦到訪蘇比克灣及香港。12月20日奇爾沙治號返抵長灘，並在稍後留在近岸或夏威夷訓練。
1967年8月18日，奇爾沙治號再次前往西太平洋，並先到珍珠港及日本訓練。10月23日，奇爾沙治號開始在越南外海執勤，並在中途到蘇比克灣及佐世保休整。12月24日，在佐世保休整的奇爾沙治號失火，造成三死兩傷，但艦體無大礙。1968年1月7日奇爾沙治號繼續在越南執勤，到3月24日離開日本，於4月6日返抵長灘。
1969年3月29日，奇爾沙治號最後一次前往西太平洋參戰，在5月4日開始在越南外海執勤。此時春節攻勢已結束多時，美國開始逐步撤出越南。奇爾沙治號繼續進行反潛追蹤，並間中到馬尼拉、佐世保及香港等地休整。6月初，奇爾沙治號與東南亞公約組織海軍進行聯合演習；期間6月3日，澳洲海軍航空母艦墨爾本號與美軍驅逐艦法蘭克·E·伊文思號相撞，伊文思號沉沒。奇爾沙治號等隨即派出直升機搜救，救起多個生還者。8月21日奇爾沙治號離開西太平洋，在9月4日返抵美國，並卸載航空團，預備退役。

## 結局
1970年2月13日，奇爾沙治號在長灘退役，並拖行到聖地牙哥封存。1973年5月1日，奇爾沙治號除籍，並在1974年1月18日出售拆解。
奇爾沙治號在韓戰獲得兩枚戰鬥之星，並在越戰獲頒海軍部隊嘉許獎及三枚戰鬥之星。